# Гарвия
Гарвия — река в России, протекает по территории Кяппесельгского сельского поселения Кондопожского района Республики Карелии. Длина реки — 20 км.

## Общие сведения
Река течёт преимущественно в юго-восточном направлении.
Река в общей сложности имеет пять малых притоков суммарной длиной 11 км.
Устье реки находится в 1,5 км по правому берегу реки Уницы, впадающей в Онежское озеро.
В верхнем течении Гарвия пересекает линию железной дороги Санкт-Петербург — Мурманск.
Населённые пункты на реке отсутствуют.
Код объекта в государственном водном реестре — 01040100612202000015539.